# Jonuta
Jonuta är en kommunhuvudort i Mexiko.   Den ligger i kommunen Jonuta och delstaten Tabasco, i den sydöstra delen av landet, 800 km öster om huvudstaden Mexico City. Jonuta ligger 8 meter över havet och antalet invånare är 6 483.
Terrängen runt Jonuta är mycket platt. Runt Jonuta är det glesbefolkat, med 19 invånare per kvadratkilometer. Jonuta är det största samhället i trakten. I omgivningarna runt Jonuta växer i huvudsak städsegrön lövskog.